# Amtsältester (Deutschland)
Amtsältester war in Deutschland ein Begriff aus der Verwaltung im Nationalsozialismus.
Die Amtsältesten entsprachen den Gemeinderäten. Für sie galten besondere Vorschriften der Deutschen Gemeindeordnung (DGO). Sie bildeten den Führerrat des Amtsbürgermeisters. Für ihre Berufung galten die gleichen Vorschriften wie für die Gemeinderäte. Im Falle der gesetzlichen Anhörungspflicht der DGO wurden sie nach § 50 um zwei weitere vermehrt. Die Amtsältesten waren auch zu hören.